# Christopher Rouse
Christopher Rouse   (Baltimore, 15 de febrer de 1949 - Baltimore, 21 de setembre de 2019) va ser un compositor nord-americà. Tot i que va escriure per a diversos conjunts, Rouse és conegut principalment per les seves composicions orquestrals, incloent-hi un Rèquiem, una dotzena de concerts i sis simfonies. La seva obra va rebre nombrosos reconeixements, com el Premi Kennedy Center Friedheim, el Premi Grammy a la millor composició clàssica contemporània i el Premi Pulitzer de música. També va ser el compositor de residència de la Filharmònica de Nova York del 2012 al 2015.

## Biografia
Rouse va néixer a Baltimore, Maryland, fill de Christopher Rouse Jr., venedor de "Pitney Bowes", i de Margorie o Margery Rouse, una secretària de radiologia. Va estudiar amb Richard Hoffmann al Conservatori Superior de Música de l'Oberlin, graduant-se el 1971. Més tard, va completar els estudis de postgrau amb Karel Husa a la Universitat de Cornell el 1977. Entremig, Rouse va estudiar en privat amb George Crumb.
El primer reconeixement va venir dels premis "BMI Student Composer Awards" de la BMI Foundation el 1972 i el 1973. Rouse va ensenyar a la Universitat de Michigan del 1978 al 1981, on també va ser becari júnior a la "Society of Fellows" de la Universitat i a l'"Eastman School of Music" del 1981 al 2002. A partir del 1997, va ensenyar a la "Juilliard School".
La Simfonia núm. 1 de Rouse va rebre el "Kennedy Center Friedheim Award" el 1988, i el seu Concert per a trombó va rebre el Premi Pulitzer de música de 1993. El 2002, Rouse va ser elegit per a l'Acadèmia Americana d'Arts i Lletres. També aquell any va guanyar un premi Grammy a la millor composició clàssica contemporània pel seu Concert de Gaudí. El 2009, Rouse va ser nomenat el compositor de l'any de "Musical America" i el compositor en residència de la New York Philharmonic el 2012. Rouse també va actuar com a compositor en residència amb lOrquestra Simfònica de Baltimore (1985-88), el "Tanglewood Music Festival" (1997), la Biennal de Hèlsinki (1997), el "Pacific Music Festival" (1998) i l'"Aspen Music Festival" (anualment), des del 2000).
Entre els seus estudiants destacats hi havia Kamran Ince, Marc Mellits, Michael Torke, Lawrence Wilde, Nico Muhly, Robert Paterson, Jeff Beal, Jude Vaclavik, Kevin Puts, DJ Sparr i Joseph Lukasik.
Rouse va morir el 21 de setembre de 2019 a causa de complicacions del càncer renal a Towson, Maryland, als 70 anys.

## Vida personal
Rouse es va casar dues vegades, primer amb Ann Rouse (nascuda Jensen) el 1983 i després el 2016 amb Natasha Rouse (nascuda Miller). Rouse va tenir quatre fills, Angela, Jillian, Alexandra i Adrian.

## Música
Rouse era un compositor neoromàntic. Algunes de les seves obres eren predominantment atonals ("Gorgon", Concert per a orquestra), mentre que altres són clarament tonals ("Karolju, Rapture, Supplica"). Molt sovint intentava integrar mons harmònics tonal i no tonal, com en els seus concerts per a flauta, oboè i guitarra. Tota la seva música va ser composta, segons les seves paraules, "per transmetre una sensació d'urgència expressiva". Rouse va ser elogiat per la seva orquestració, particularment amb percussió. Sovint citava obres d'altres compositors (per exemple, la seva Simfonia núm. 1, composta el 1986, incorpora cites de Bruckner i Xostakóvitx.
Les obres més antigues existents de Rouse són dues breus peces per a conjunt de percussions, ambdues inspirades en temes mitològics: Ogoun Badagris (1976, haitià) i Ku-Ka-Ilimoku (1978, pollinés); una partitura de percussió posterior inspirada en el tambor de rock, Bonham es va compondre el 1988.
La mort de Leonard Bernstein el 1990 va ser la primera d'una sèrie de morts que van causar una profunda impressió a Rouse, i el seu Concert per a trombó (1991) es va convertir en la primera partitura del seu anomenat "Cicle de la mort", un grup de peces que van servir de reacció a aquestes morts. Aquestes partitures van recordar William Schuman (Concert per a violoncel —1992), l'assassinat de James Bulger (Concert per a flauta —1993), el compositor Stephen Albert (Simfonia núm. 2 —1994), i la mare de Rouse (Envoi —1995). Després dEnvoi es va proposar deliberadament compondre partitures que estaven més "infuses de llum", treballs destinats a adoptar un repartiment menys fosc; les peces d'aquesta segona meitat dels anys noranta inclouen Compline (1996), Kabir Padavali (1997), el Concert de Gaudí (1999), Seeing (1998), i Rapture (2000).
A partir del 2000, Rouse va crear obres de diferents estats d'ànim, des del seu espinós Concert per a clarinet (2001) fins a la seva Festa de Nevill (2003), amb el seu romàntic Concert per a oboe (2004). La peça més significativa d'aquests anys va ser el seu Rèquiem de noranta minuts, compost durant els anys 2001 i 2002.
El mateix Rouse es va referir al Rèquiem com la seva millor composició. Les principals composicions de la verema més recent van incloure el seu Concert per a orquestra (2008),
Odna Zhizn (2009), Simfonia núm. 3 (2011), Symphony No. 4 (2013), Thunderstuck (2013), Heimdall's Trumpet (un concert de trompeta — 2012), Concert per a orgue (2014), Symphony No. 5 (2015), Fagot Concert (2017) i Berceuse Infinie (2017).
A finals del 2006, Rouse va compondre la peça del conjunt de vent Wolf Rounds, que es va estrenar al Carnegie Hall el 29 de març del 2007.

## Heretat
Els fragments de les simfonies 1, 2 i 4 i Concert per corde es van utilitzar com a banda sonora de la pel·lícula de 2017 de William Friedkin The Devil and Father Amorth.